# Manuel de Lima
Fr. Manuel de Lima O.P.: - nascido em Viana do Minho (actual Viana do Castelo) falecido em 19 de fevereiro de 1712.
Colaborador do Agiológio Dominicano o qual é uma tradução do diário Dominicano do italiano Fr. Domingos Maria Marcheses, sendo acrescentadas várias notícias de frades e outras personagens da Província Portuguesa. E ainda biografias extraídas do Ano Dominicano da autoria do francês Fr. Estevão Tomás Sovegés.